# Никольский Луг
 Никольский Луг  — деревня в Максатихинском районе Тверской области. Входит в состав Рыбинского сельского поселения.

## География
Находится в северо-восточной части Тверской области на расстоянии приблизительно 37 км по прямой на север от районного центра поселка Максатиха.

## История
Была показана только уже на карте 1978 года как поселение с 11 дворами. До 2014 года входила в Будёновское сельское поселение.

## Население
Численность населения: 3 человека (русские 100 %) в 2002 году, 1 в 2010.